# Bautista Capurro
Pour les articles homonymes, voir Capurro (homonymie).
Bautista Capurro né le 22 octobre 2003, est un joueur argentin de hockey sur gazon. Il évolue au poste d'attaquant au CCBA et avec l'équipe nationale argentine.

## Carrière
- Débuts en équipe première le 23 avril 2022 contre l'Afrique du Sud à Buenos Aires dans le cadre de la Ligue professionnelle 2021-2022[2].

## Palmarès
- : 1er à la Coupe du monde U21 en 2021.